# Felipe Colares
Luís Felipe Dias Colares (Macapá, 31 de março de 1994 — Rio de Janeiro, 1 de maio de 2023), mais conhecido por Felipe Cabocão, foi um lutador brasileiro de artes marciais mistas que competia no peso galo do Ultimate Fighting Championship.

## Carreira no MMA

### Ultimate Fighting Championship
Colares fez sua estreia no UFC contra Geraldo de Freitas em 2 de fevereiro de 2019 no UFC Fight Night: Assunção vs. Moraes 2. Ele perdeu por decisão unânime.
Colares retornou ao octógono para enfrentar Domingo Pilarte em 20 de julho de 2019 no UFC on ESPN: dos Anjos vs. Edwards. Ele venceu por decisão dividida.
Colares enfrentou Montel Jackson em 25 de janeiro de 2020 no UFC Fight Night: Blaydes vs. dos Santos. Ele perdeu por decisão unânime.

## Cartel no MMA
| Cartel no MMA   |             |            |
| 14 lutas        | 10 vitórias | 4 derrotas |
| Por nocaute     | 2           | 1          |
| Por finalização | 5           | 0          |
| Por decisão     | 3           | 3          |

| Res.    | Cartel | Oponente                      | Método                         | Evento                                  | Data       | Round | Tempo | Local                      | Notas                                             |
| ------- | ------ | ----------------------------- | ------------------------------ | --------------------------------------- | ---------- | ----- | ----- | -------------------------- | ------------------------------------------------- |
| Derrota | 10-4   | Chase Hooper                  | Nocaute Técnico (Socos)        | UFC Fight Night: Holm vs. Vieira        | 21/05/2021 | 3     | 3:00  | Las Vegas, Nevada          |                                                   |
| Derrota | 10-3   | Chris Gutiérrez               | Decisão (dividida)             | UFC Fight Night: Dern vs. Rodriguez     | 09/10/2021 | 3     | 5:00  | Las Vegas, Nevada          |                                                   |
| Vitória | 10-2   | Luke Sanders                  | Decisão (unânime)              | UFC on ESPN: Reyes vs. Procházka        | 01/05/2021 | 3     | 5:00  | Las Vegas, Nevada          |                                                   |
| Derrota | 9-2    | Montel Jackson                | Decisão (unânime)              | UFC Fight Night: Blaydes vs. dos Santos | 25/01/2020 | 3     | 5:00  | Raleigh, Carolina do Norte |                                                   |
| Vitória | 9-1    | Domingo Pilarte               | Decisão (dividida)             | UFC on ESPN: dos Anjos vs. Edwards      | 20/07/2019 | 3     | 5:00  | San Antonio, Texas         | Volta aos Galos.                                  |
| Derrota | 8-1    | Geraldo de Freitas            | Decisão (unânime)              | UFC Fight Night: Assunção vs. Moraes 2  | 02/02/2019 | 3     | 5:00  | Fortaleza                  |                                                   |
| Vitória | 8-0    | Caio Gregorio                 | Decisão (unânime)              | JF - Jungle Fight 92                    | 30/09/2017 | 3     | 5:00  | Belo Horizonte             | Ganhou o Cinturão Peso Pena Vago do Jungle Fight. |
| Vitória | 7-0    | Jordano Abdon                 | Finalização (triângulo de mão) | JF - Jungle Fight 86                    | 30/04/2016 | 3     | 3:25  | Palmas                     |                                                   |
| Vitória | 6-0    | Thiago Luis Bonifacio Silva   | Nocaute técnico (desistência)  | JF - Jungle Fight 83                    | 28/11/2015 | 1     | 2:38  | Rio de Janeiro             | Estreia nos Penas.                                |
| Vitória | 5-0    | Clesio Silva                  | Finalização (mata-leão)        | Max Fight 15 - Ilha Comprida            | 04/07/2015 | 2     | 4:50  | Ilha Comprida              |                                                   |
| Vitória | 4-0    | Eduardo Hanke Santana         | Finalização (guilhotina)       | Talent MMA Circuit 12 - Campinas 2014   | 10/09/2014 | 1     | 4:14  | Campinas                   |                                                   |
| Vitória | 3–0    | Eder Costa da Gama            | Finalização (guilhotina)       | NEC 12 - North Extreme Cagefighting 12  | 30/11/2013 | 1     | 2:18  | Macapá                     |                                                   |
| Vitória | 2-0    | David William da Silva Farias | Nocaute (socos)                | EFA - ExpoFight Amapa                   | 01/10/2013 | 1     | 3:10  | Macapá                     |                                                   |
| Vitória | 1-0    | Evandro Souza Balieiro        | Finalização (guilhotina)       | NEC 9 - North Extreme Cagefighting 9    | 20/07/2013 | 1     | 1:29  | Macapá                     | Estreia nos Galos.                                |

## Morte
O lutador de MMA morreu na manhã do dia 1 de maio de 2023 aos 29 anos de idade, ele foi atropelado por um ônibus na Avenida das Américas, em Guaratiba, Zona Oeste do Rio, quando retornava de um treino. O lutador foi prontamente atendido pelo corpo de bombeiros e transportado para o Hospital Rocha Faria, em Campo Grande, mas acabou não resistindo aos ferimentos, morrendo a caminho do hospital.